# 燦鳥ノム
燦鳥 ノム（さんとり ノム、英語: SUNTORY NOMU）は、サントリー公式バーチャルYouTuber、歌手。所属レコード会社はユニバーサルミュージック（レーベルはVirgin Records）。

## 来歴
2018年7月25日にYouTubeチャンネルを開設。8月17日、YouTubeに動画を投稿し、デビューを果たした。
2019年1月23日にサントリー公式eスポーツアンバサダーに就任。5月28日にはカゲロウプロジェクトのじんから楽曲提供を受けて、オリジナルソング第1弾「Life is tasty!」で歌手デビューを果たした。6月29日にYouTubeチャンネルの登録者数が10万人を突破した。8月16日には作詞・畑亜貴、作曲・Tom-H@ckによるオリジナルソング第2弾となる「君にルムウム」を発表した。
2020年5月11日にTAKURO（GLAY）からの楽曲提供を受け、オリジナルソング第3弾「僕たちはまだ世界を知らない」を発表した。
2021年10月26日に年内でYouTubeでの定期的な動画更新を中止することを発表。ただし終了ではなく、活動は続ける予定で、来年の生放送なども予定しているとのこと。12月15日にオリジナルソング第4弾「アオイロ」のMVが公開され、2022年1月31日には各種音楽配信ストアから配信リリースされた。
2024年7月には来店客と会話できるコラボカフェのイベントを開催し、同年の8月17日には活動6周年を迎えた。現在も突発的ながら生配信や動画の更新は継続中である。

## キャラクター
鳥と花の飾り付きの帽子と傘がトレードマークの好奇心旺盛なお嬢様。性格はほんのりと天然。特技は歌うことと舞うこと。好きなものは飲み物で、様々な飲み物に興味がある。苦手なものは直射日光。
出身地は「水の国」で、誕生日は1899年2月1日。YouTube動画の定番の挨拶は「冷蔵庫からこんにちは！」。キャッチフレーズは「水のように清らかに、太陽のようにみんなを照らす！」。趣味は短歌で、お題があれば即興で詠むこともできる。
キャラクターデザインはヤスダスズヒト、3Dモデルの制作やキャラクター運用等の制作協力はドワンゴ傘下のIIV（ツーファイブ）が担当している。

## 出演

### テレビ番組
- 『超人女子戦士 ガリベンガーV』（2019年8月8日、テレビ朝日）[17]

### インターネット番組
- 『バーチャルさんはみている』 実験放送（2019年1月30日、ニコニコ生放送）

### ライブ
2019年
- ニコニコ超会議2019（4月27日・4月28日、幕張メッセ）
  - バーチャルさんがいっぱい スペシャルバーチャライブ DAY2（4月28日）

- 史上最大のバーチャルライブ『Vサマ！』 DAY2（8月25日、インターネット配信）

2020年
- 超人女子戦士 ガリベンガーV ヒロイン危機一髪！筋肉&妖怪大進撃！！（2020年3月1日 パシフィコ横浜 国立大ホール→ライブ配信に変更）
- VTuber Fes Japan @ニコニコネット超会議2020（4月19日 ニコニコ生放送）
- Virtual Music Award 2020（12月28日 立川ステージガーデン）

2021年
- VTuber Fes Japan 2021 DAY2（1月31日 川口総合文化センター・リリア）

### イベント
2024年
- 燦鳥ノム×アバターパブリックスナックコラボカフェ（2024年7月）
- 燦鳥ノム×自遊空間コラボ　オリジナルグッズプレゼントキャンペーン（2024年8月）

## ディスコグラフィ

### シングル
|     | タイトル                   | 配信日        | 規格     |
| --- | -------------------------- | ------------- | -------- |
| 1st | Life is tasty!             | 2019年5月29日 | 音楽配信 |
| 2nd | 君にルムウム               | 2019年8月16日 | 音楽配信 |
| 3rd | 僕たちはまだ世界を知らない | 2020年5月11日 | 音楽配信 |
| 4th | アオイロ                   | 2022年1月31日 | 音楽配信 |

### 参加楽曲
| 商品名            | 発売日       | 規格                    | 規格品番   | 楽曲           | 歌 |
| ----------------- | ------------ | ----------------------- | ---------- | -------------- | --- |
| IMAGINATION vol.1 | 2019年3月1日 | 音楽配信 CD（量産限定） | QECR-91001 | ハレ晴レユカイ | 燦鳥ノム |
| IMAGINATION vol.1 | 2019年3月1日 | 音楽配信 CD（量産限定） | QECR-91001 | プレパレード   | ときのそら、おめがシスターズ、える、虹河ラキ、ドーラ、緑仙、ロボ子さん、樋口楓、かしこまり、燦鳥ノム、天神子兎音、月ノ美兎、富士葵 |

### 書籍
- VTuberスタイル 2024年10月号